# The Missing Frame
«The Missing Frame» — песня калифорнийской альтернативной рок-группы AFI. Выпущена в качестве третьего сингла с седьмого студийного альбома Decemberunderground 27 февраля 2007 года. Достигла 17-й строчки в чарте Alternative Songs.
В интервью журнала Kerrang! Дэйви Хэвок заметил, что это единственная песня на альбоме с выкриками «whoa» (видимо, забыв таковые в «Prelude 12/21» и «Miss Murder»), также отмечая их недостаток в альбоме Sing the Sorrow.
Сам Хэвок описывает стиль песни как прото-панк, говоря, что в ней «определённо есть что-то из U2».

## Видеоклип
В марте 2008 года гитарист Джейд Пьюджет подтвердил скорый выход видеоклипа. Однако в начале июня в рубрике «Ask AFI» на официальной доске объявлений группы вокалист Дэйви Хэвок заявил, что клипа к этой песне никогда не было и не будет.

## Позиции в чартах
| Чарт                        | Наивысшая позиция |
| --------------------------- | ----------------- |
| Billboard Alternative Songs | 17                |